# Moseleyjev zakon
Moseleyjev zakon je fizikalni empirični zakon o značilnih rentgenskih žarkih, ki jih sevajo atomi. Zakon je odkril in objavil angleški fizik Henry Moseley leta 1913. Je zgodovinsko pomemben pri kvantitativni upravičenosti koncepta jedrskega modela atoma z vsemi ali skoraj z vsemi pozitivnimi naboji atoma, ki ležijo znotraj jedra in so povezani na celoštevilski osnovi z vrstnim številom. Do Moseleyjevega dela je bilo »vrstno število« le podatek o legi kemičnih elementov v periodnem sistemu in ni bilo znano, da je povezano z merljivo fizikalno količino. Moseley je lahko pokazal, da so frekvence določenih značilnih rentgenskih žarkov, ki jih sevajo kemični elementi, sorazmerne s kvadratom števila zelo blizu vrstnega števila elementov. Odkritje je podprlo van den Broekov in Bohrov model atoma v katerem je vrstno število enako številu pozitivnih nabojev v jedru atoma. Kratko rečeno zakon pravi, da je kvadratni koren frekvence izsevanega rentgenskega žarka sorazmeren z vrstnim številom.

## Zgodovina
William Lawrence Bragg je leta 1911 odkril rentgensko kristalografijo, metodo kjer se s pomočjo rentgenske cevi obstreljuje element in meri nastale uklonske črte in spektre. Moseley in drugi fiziki so s to tehniko raziskovali različne elemente. Z rentgenskimi žarki se ne dobi celotnega spektra segretega elementa, ampak omejeno število spektralnih črt znotraj območja rentgenskih žarkov z najvidnejšo ali najmočnejšo črto, označeno kot {\displaystyle \mathrm {K} _{\alpha }\,}.
Po pogovorih z Bohrom leta 1913 se je Moseley, Rutherfordov sodelavec v Cavendishevem laboratoriju, začel zanimati za Bohrov model atoma po katerem so spektri svetlobe, ki jo sevajo atomi, sorazmerni s kvadratom {\displaystyle Z\,}, nabojem njihovega jedra, odkritega dve leti pred tem. Bohrova enačba je zadovoljivo dala predhodno znano Rydbergovo formulo za vodikov atom, ni pa bilo znano ali bo dala tudi spektre za druge elemente z večjim številom {\displaystyle Z\,} ali kaj točno so bila števila {\displaystyle Z\,} (glede na naboj) za težje elemente. Še posebej je Rutherford dve leti prej leta 1911 domneval, da bo {\displaystyle Z\,} za zlato le polovica njegove atomske mase. Kmalu zatem je van den Broek predpostavil, da {\displaystyle Z\,} ni polovica atomske mase elementov, ampak eksaktno enak vrstnemu številu elementov, oziroma legi v periodnem sistemu. Za ta podatek o legi v periodnem sistemu ni bilo znano ali ima kakšen fizikalni pomen. Znano je bilo le, da se lahko z njim razvrsti elemente v določeno zaporedje, tako da se njihove kemijske značilnosti ujemajo.
Razporeditev atomov v periodnem sistemu teži k razvrstitvi po atomskih masah. Obstajalo pa je več znanin »obratnih« primerov kjer bi po periodnem sistemu moral element z večjo atomsko maso (kot na primer kobalt z maso 58,9) vseeno biti pred ({\displaystyle Z=27\,}) elementom, kot je nikelj (z manjšo atomsko maso 58,7) in številom {\displaystyle Z=28\,}. Moseley se je pri Bohru pozanimal ali bosta elektromagnetna emisijska spektra kobalta in niklja sledila razvrstitvi po masi ali po njuni legi v periodnem sistemu (vrstnemu številu {\displaystyle Z\,}). Bohr je odgovoril, da vsekakor po {\displaystyle Z\,}. Moseley je naprej odgovoril: »Bomo videli!«
Ker je spekralna emisija elementov z visokim {\displaystyle Z\,} v mehkem podočju obsega rentgenskih žarkov, ki se v zraku zlahka absorbirajo, je moral Moseley rabiti tehnike z vakuumsko cevjo, da jih je lahko meril. S tehnikami uklona rentgenskih žarkov iz obdobja od 1913 do 1914 je odkril, da je bila najmočnejša kratkovalovna črta v rentgenskem spektru določenega elementa res povezana z njegovim vrstnim številom {\displaystyle Z\,} iz periodnega sistema. Ta črta je bila znana kot črta {\displaystyle \mathrm {K} _{\alpha }\,}.
Moseley je sledil Bohru in odkril, da se lahko za splošnejše črte ta zveza izrazi s preprosto formulo, sedaj imenovano Moseleyjev zakon:
{\displaystyle {\sqrt {f}}=k_{1}\left(Z-k_{2}\right)\!\,,}
kjer je:
- {\displaystyle f\,} – frekvenca opazovane rentgenske emisijske črte
- {\displaystyle k_{1}\,} in {\displaystyle k_{2}\,} – konstanti, odvisni od vrste črte ({\displaystyle \mathrm {K} \,}, {\displaystyle \mathrm {L} \,}, itn. v rentgenski notaciji)

Vrednosti za {\displaystyle k_{1}\,} in {\displaystyle k_{2}\,} sta na primer enaki za vse črte {\displaystyle \mathrm {K} _{\alpha }\,} (v Siegbahnovi notaciji), tako, da se lahko formula zapiše v obliki kot:
{\displaystyle f=\left(2,47\cdot 10^{15}\right)\cdot \left(Z-1\right)^{2}\!\,} (Hz) po Rydbergovi formuli.
Moseley je predložil {\displaystyle k_{1}\,} kot konstanto v standardnem Rydbergovem slogu kot ulomek osnovne Rydbergove frekvence {\displaystyle 3,29\cdot 10^{15}\,} Hz, na primer kot 1 − 1/4 =3/4 Rydbergove frekvence za črte {\displaystyle \mathrm {K} _{\alpha }\,}, in podobno kot 1/4 − 1/9 = 5/36 krat Rydbergova frekvenca za črte {\displaystyle \mathrm {L} _{\alpha }\,}.
Moseleyjeva konstanta {\displaystyle k_{2}\,} je postala splošna empirična konstanta, da ustreza črti {\displaystyle \mathrm {K} _{\alpha }\,}, po opazovanju spektrov najmočnejši črti, ali prehodni črti {\displaystyle \mathrm {L} _{\alpha }\,}, po jakosti šibkejši, najdeni v rentgenskih spektrih elementov. V primeru prehodnih črt {\displaystyle \mathrm {L} _{\alpha }\,} je numerični faktor {\displaystyle k_{2}\,}, ki modificira {\displaystyle Z\,}, veliko večji. Moseley je našel, da je člen enak {\displaystyle \left(Z-7,4\right)^{2}\,} za prehode {\displaystyle \mathrm {L} _{\alpha }\,}. Spet je bila ta njegova prilagoditev podatkom dobra, ne pa tako dobra kot za črte {\displaystyle \mathrm {K} _{\alpha }\,}, kjer se je ugotovila vrednost za {\displaystyle k_{2}\,} enaka 1.
Tako sta Moseleyjevi dani formuli za črti {\displaystyle \mathrm {K} _{\alpha }\,} in {\displaystyle \mathrm {L} _{\alpha }\,} v njegovi izvirni notaciji polRydbergovega sloga enaki (zaradi jasnosti sta obe strani kvadrirani):
{\displaystyle f\left(\mathrm {K} _{\alpha }\right)=\left(3,29\cdot 10^{15}\right)\cdot 3/4\cdot \left(Z-1\right)^{2}\!\,} Hz
{\displaystyle f\left(\mathrm {L} _{\alpha }\right)=\left(3,29\cdot 10^{15}\right)\cdot 5/36\cdot \left(Z-7,4\right)^{2}\!\,} Hz.

## Izpeljava in upravičenost iz Bohrovega modela Rutherfordovega jedrskega atoma
Moseley je izpeljal svojo formulo empirično z izrisom kvadratnega korena frekvenc rentgenskih žarkov proti črti, ki predstavlja vrstno število. Kmalu potem so leta 1914 opazili, da se lahko njegovo formulo pojasni s pomočjo novega Bohrovega modela atoma iz leta 1913 (glej podrobnosti te izpeljave za vodik), če se privzame določene smiselne dodatne predpostavke o atomski zgradbi v drugih elementih. Vendar v času, ko je Moseley izpeljal svoj zakon, niti on niti Bohr nista mogla pojasniti njune oblike.
V 19. stoletju empirično izpeljana Rydbergova formula za spektroskopiste je v Bohrovem modelu pojasnjena kot opis prehodov ali kvantnih skokov med enim energijskim nivojem in drugim v vodikovem atomu. Ko se elektron premika z enega energijskega nivoja na drugega, se pri tem odda foton. Z izpeljano formulo za različne 'energijske' nivoje vodika se lahko določi energija ali frekvence svetlobe, ki jo vodikov atom lahko odda.
Energija fotonov, ki jih lahko odda vodikov atom v Bohrovi izpeljavi Rydbergove formule, je dana z razliko dveh energijskih nivojev vodika:
{\displaystyle E=h\nu =E_{i}-E_{f}={\frac {m_{e}q_{e}^{2}q_{Z}^{2}}{8h^{2}\varepsilon _{0}^{2}}}\left({\frac {1}{n_{f}^{2}}}-{\frac {1}{n_{i}^{2}}}\right)\!\,,}
(pri tem je Bohr rabil Planckove enote, pri čemer je {\displaystyle \scriptstyle \varepsilon _{0}=1/4\pi }), kjer je:
- {\displaystyle m_{e}\,} – masa elektrona
- {\displaystyle q_{e}\,} – naboj elektrona ({\displaystyle 1,60\cdot 10^{-19}\,} coulombov)
- {\displaystyle n_{f}\,} – kvantno število končnega energijskega nivoja
- {\displaystyle n_{i}\,} – kvantno število začetnega energijskega nivoja.

Privzame se, da je končni energijski nivo manjši od začetnega.
Za vodik je količina {\displaystyle \scriptstyle q_{e}^{2}q_{Z}^{2}=q_{e}^{4}\,} zaradi {\displaystyle Z\,} (jedrski pozitivni naboj v osnovnih enotah naboja elektrona {\displaystyle \scriptstyle q_{e}}) enaka 1. To pomeni, da vodikovo jedro vsebuje en naboj. Za atome podobne vodiku (tiste kjer se elektron obnaša kot da bi krožil okrog ene strukture z efektivnim nabojem {\displaystyle Z\,}) je Bohr iz svoje izpeljave ugotovil, da je treba dodati dodatno količino h konvencionalni {\displaystyle \scriptstyle q_{e}^{4}}, da bo upoštevan dodatni privlak na elektron, in tako dodatna energija med nivoji, kot posledica povečanega jedrskega naboja.
Leta 1914 so spoznali, da se lahko Moseleyjeva formula preuredi iz Bohrove, če se privzameta dve predpostavki. Prva je bila, da elektron, odgovoren za najsvetlejšo spektralno črto ({\displaystyle \mathrm {K} _{\alpha }\,}), ki jo je Moseley raziskoval za vsak element, izhaja iz prehoda enega elektrona med lupinama K in L atoma (to je od najbližje od jedra do naslednje po oddaljenosti), kjer sta ustrezni energijski kvantni števili 1 in 2. Druga je bila, da {\displaystyle Z\,} v Bohrovi enačbi, čeprav še vedno kvadriran, zahteva izničenje z 1 za izračun črte {\displaystyle \mathrm {K} _{\alpha }\,}. Ta pojav nastopi, ker imata začetno in končno stanje atoma različno močni odbojni sili v paru elektron-elektron, saj sta v končnem stanju v povprečju dlje stran. Široko privzeta poenostavitev je zamisel, da se efektivni naboj jedra zmanjšuje za 1, kadar se ga opazuje z nesparjenim elektronom, ki ostaja zadaj v lupini K. V vsakem primeru Bohrova enačba za Moseleyjeve rentgenske prehode {\displaystyle \mathrm {K} _{\alpha }\,} postane:
{\displaystyle E=h\nu =E_{i}-E_{f}={\frac {m_{e}q_{e}^{4}(Z-1)^{2}}{8h^{2}\varepsilon _{0}^{2}}}\left({\frac {1}{1^{2}}}-{\frac {1}{2^{2}}}\right)\!\,,}
ali (z deljenjem obeh strani s h za pretvorbo E v f):
{\displaystyle f=\nu ={\frac {m_{e}q_{e}^{4}}{8h^{3}\varepsilon _{0}^{2}}}\left({\frac {3}{4}}\right)(Z-1)^{2}=(2,48\cdot 10^{15}\ \mathrm {Hz} )(Z-1)^{2}\!\,.}
Zbir konstant v tej formuli v eno konstanto da frekvečni ekvivalent za približno 3/4 od 13,6 eV ionizacijske energije (glej Rydbergova konstanta za vodik = {\displaystyle 3,29\cdot 10^{15}\,} Hz), s končno vrednostjo {\displaystyle 2,47\cdot 10^{15}\,} Hz v dobrem ujemanju z Moseleyjevo empirično izpeljano vrednostjo {\displaystyle 2,48\cdot 10^{15}\,} Hz. Ta osnovna frekvenca je enaka tisti od vodikove Lymanove črte alfa, ker je prehod od 1s k 2p v vodiku odgovoren tako za Lymanovo črto alfa v vodiku, kot tudi za črte {\displaystyle \mathrm {K} _{\alpha }\,} v rentgenski spektroskopiji za elemente za vodikom, ki jo opisuje Moseleyjev zakon. Moseley se je dobro zavedal, da je bila njegova osnovna frekvenca Lymanova črta alfa, osnovna Rydbergova frekvenca, ki izhaja iz dveh osnovnih energij atoma, in zaradi tega se razlikuje od Rydberg-Bohrovega faktorja za eksaktno 3/4 (glej njegov izvirni članek spodaj).
Potrebni pogoj za redukcijo {\displaystyle Z\,} s številom, ki je blizu 1, za te črte {\displaystyle \mathrm {K} _{\alpha }\,} v težjih elementih (aluminij in naprej) je v celoti izpeljal empirično Moseley, in ga ni obravnaval v svojih člankih s teoretičnimi izrazi, ker koncept atomskih lupin s parjenimi elektroni leta 1913 še ni bil dobro osvojen – predlagali so ga okoli leta 1920, in še posebej Schrödingerjeve atomske orbitale, vključno z orbitalo 1s z le dvema elektronoma, so bile formalno vpeljane in popolnoma znane leta 1926. V času, ko se je Moseley ukvarjal s členom {\displaystyle Z-1\,} z Bohrom, je Bohr menil, da notranja elektronska lupina v elementih lahko vsebuje vsaj 4 ali večkrat 6 elektronov. Moseley je nekaj časa upošteval, da te črte {\displaystyle \mathrm {K} _{\alpha }\,}, ki so posledica spontanega prehoda 4-rih elektronov naenkrat iz lupine L v K v atomih, vendar se v člankih na to ni obračal.
Glede Moseleyjevih prehodov {\displaystyle \mathrm {L} _{\alpha }\,} moderni pogled povezuje elektronske lupine z glavnimi kvantnimi števili n, kjer vsaka lupina vsebuje 2n2 elektronov, kar da za »lupino« atomov n = 1 2 elektrona, in za lupino n = 2 8 elektronov. Moseleyjeva empirična vrednost 7,4 za {\displaystyle K_{2}} je tako povezana z n = 2 do 3, tedaj imenovana prehoda {\displaystyle \mathrm {L} _{\alpha }\,} (kar se ne sme zamenjevati s prehodi Lymanove črta alfa), in se je pojavila kot lupini od »M« do »L« v kasnejši Bohrovi notaciji. Ta vrednost 7,4 je sedaj znana, da predstavlja elektronski zaslonski pojav za del (specifično 0,74) celotnih 10 elektronov, ki jih vsebujejo kar je sedaj poznano kot »lupini« n = 1 in 2 (oziroma K in L).

## Zgodovinska pomembnost
Za več podrobnosti glej članek o Moseleyju. Moseleyjeva formula po kasnejšem Bohrovem prispevku ni le potrdila vrstno število kot merljivo eksperimentalno količino, ampak je dala fizikalni pomen kot pozitivni naboj atomskega jedra (število protonov). Zaradi Moseleyjevega dela z rentgenskimi žarki so lahko razvrstili kemične elemente v periodni sistem na podlagi vrstnega števila in ne atomske mase. To je obrnilo vrstni red za nikelj (Z = 28, 58,7 u) in kobalt (Z = 27, 58,9 u).
Poleg tega so lahko izvedli kvantitativne napovedi za spektralne črte in obdržali Bohr/Rutherfordov polkvantni model atoma, ki je predpostavil, da je ves pozitivni naboj zbran v središču atoma, in, da vse spektralne črte izhajajo iz sprememb celotne energije elektronov, ki ga obkrožajo, ko se premikajo z enega dovoljenega nivoja vrtilne količine in energije na drugega. Dejstvo, da se lahko Bohrov model energij atoma izdela za izračun rentgenskih spektralnih črt od aluminija do zlata v periodnem sistemu in, da so te odvisne z gotovostjo in kvantitativno od vrstnega števila, je prispevalo velik delež k sprejetju Rutherford/van den Broek/Bohrovega pogleda na strukturo atoma. Ko je kasneje kvantna fizika dejansko spet podala Bohrovo enačbo za energijo spektralnih črt, je Moseleyjev zakon postal del polnega kvantnomehanskega pogleda na atom, vključno s pomenom enega elektrona 1s, ki je ostal v lupini K vseh atomov potem, ko je bil drug elektron lupine K izbit po napovedi Schrödingerjeve enačbe.
Podrobno razpravo, ki kritizira Moseleyjevo analizo zaslonskega pojava (povzetega v večini modernih besedil), se lahko najde v Whitakerjevem članku.